# Dorothy Walcott Weeks
Dorothy Walcott Weeks (3 mai 1893 – 4 juin 1990) est une mathématicienne et physicienne américaine. Elle est la première femme à recevoir un doctorat en mathématiques du Massachusetts Institute of Technology.

## Jeunesse et formation
Dorothy Walcott Weeks naît le 3 mai 1893 à Philadelphie (Pennsylvanie). Elle a une sœur, Ruth. Après avoir obtenu son diplôme du Wellesley College en 1916, elle travaille comme enseignante et statisticienne avant de devenir la troisième femme à travailler comme examinatrice de brevets au US Patent Office en 1917.  
En 1924, elle obtient une maîtrise à la Prince School of Business du Simmons College et travaille en tant que superviseur pour Jordan Marsh, un grand magasin de Boston.  
Mais en 1928, elle retourne au monde universitaire et enseigne la physique au Wellesley College, tout en préparant son doctorat au Massachusetts Institute of Technology. En 1930, Weeks obtient son doctorat en physique théorique du département de mathématiques du MIT. Son travail de thèse est dirigé par Norbert Wiener.

## Carrière
Après avoir terminé ses études supérieures, Weeks développe et dirige le département de physique du Wilson College, une petite université pour femmes de Chambersburg (Pennsylvanie), de 1930 à 1956. 
Pendant la Seconde Guerre mondiale, Weeks prend un congé sabbatique du collège Wilson entre 1943 et 1945, pour collaborer en tant qu'assistante technique à l'Office of Scientific Research and Development, une agence du gouvernement fédéral des États-Unis créée pour coordonner la recherche scientifique à des fins militaires.  
Plus tard, entre 1949 et 1950, elle obtient une bourse Guggenheim au MIT. 
De 1956 à 1964, Weeks est physicienne à l'arsenal de Watertown où elle coordonne un programme qui développe du matériel de blindage radioactif contre les armes nucléaires, les neutrons ou les rayons gamma.  
En 1964, elle travaille pour le projet de satellite solaire soutenu par la NASA à l'Observatoire de l'université Harvard, puis en tant que spectroscopiste, étudiant les satellites solaires jusqu'à sa retraite en 1976 à l'âge de quatre-vingt-trois ans. 
L'Association américaine des femmes diplômées des universités lui décerne un prix pour sa carrière en 1969 et créera une bourse internationale en son honneur. 
Elle décède le 4 juin 1990 d'une crise cardiaque.